# Liste von Klöstern in der Ukraine

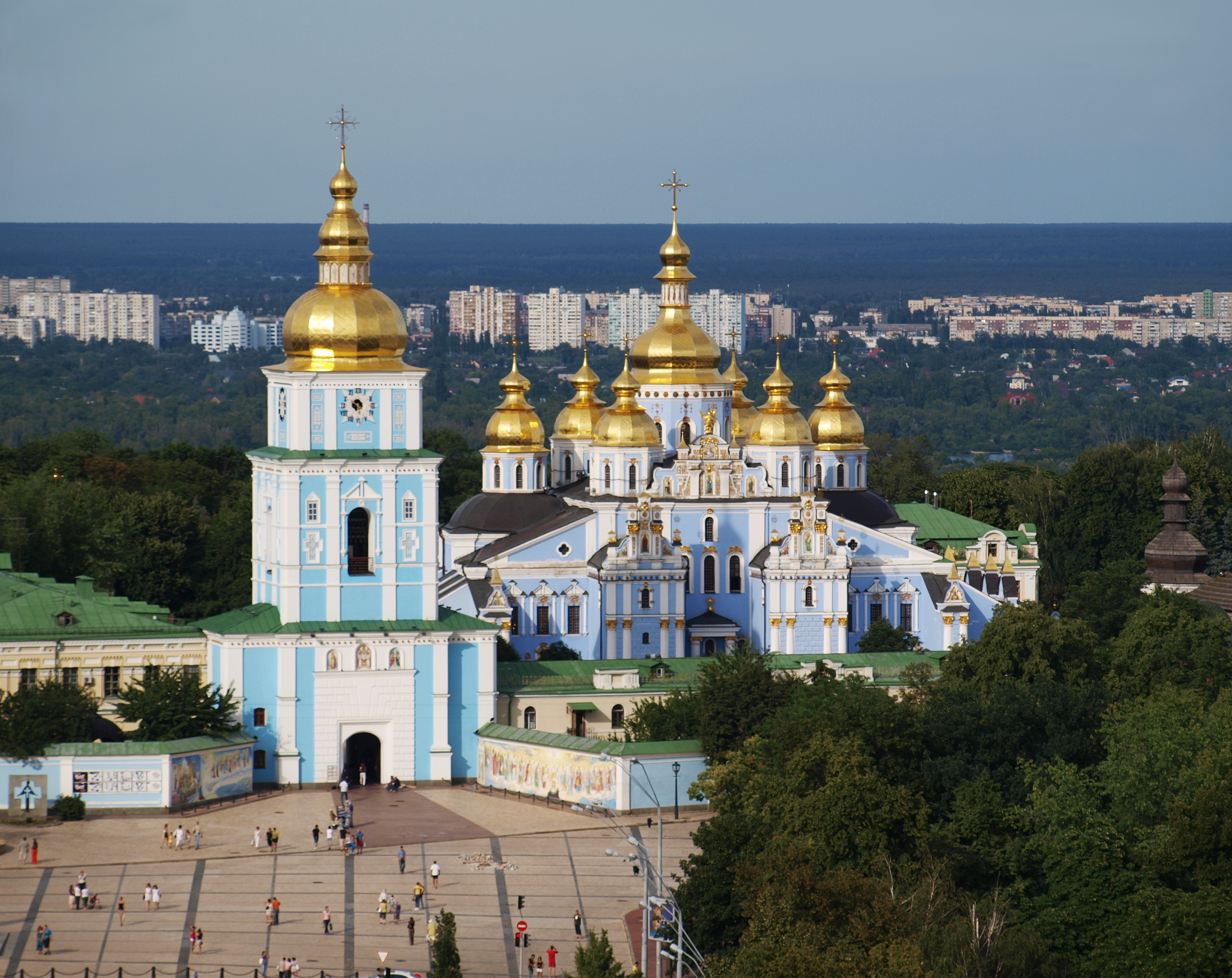
Das St. Michaelskloster in Kiew

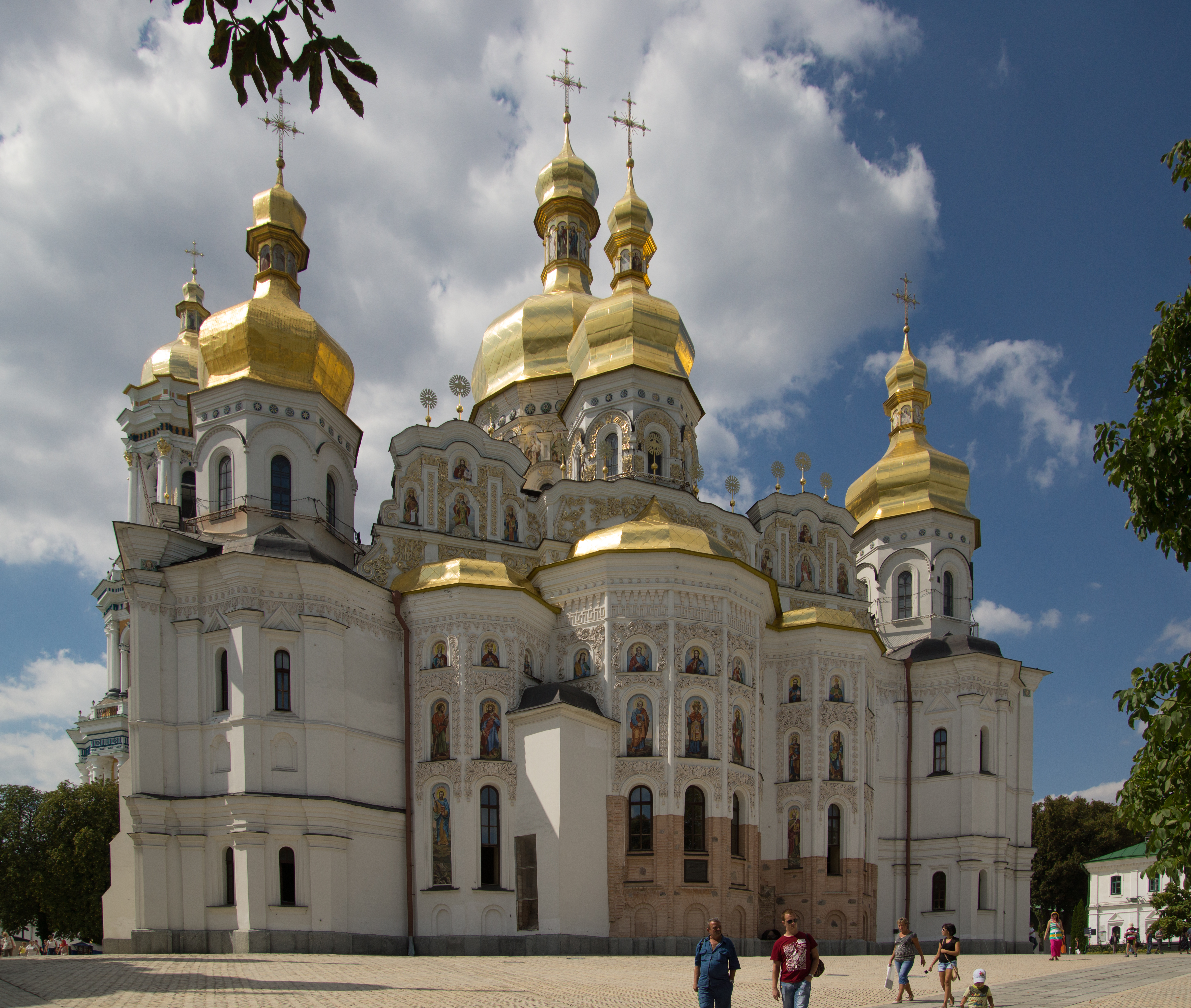
Kiewer Höhlenkloster, das älteste und wichtigste Kloster der Kiewer Rus

Die Liste von Klöstern in der Ukraine führt bestehende und ehemalige Klosteranlagen in der heutigen Ukraine auf.

## Orthodoxe Kirche der Ukraine
Stand 2021: 79 Klöster

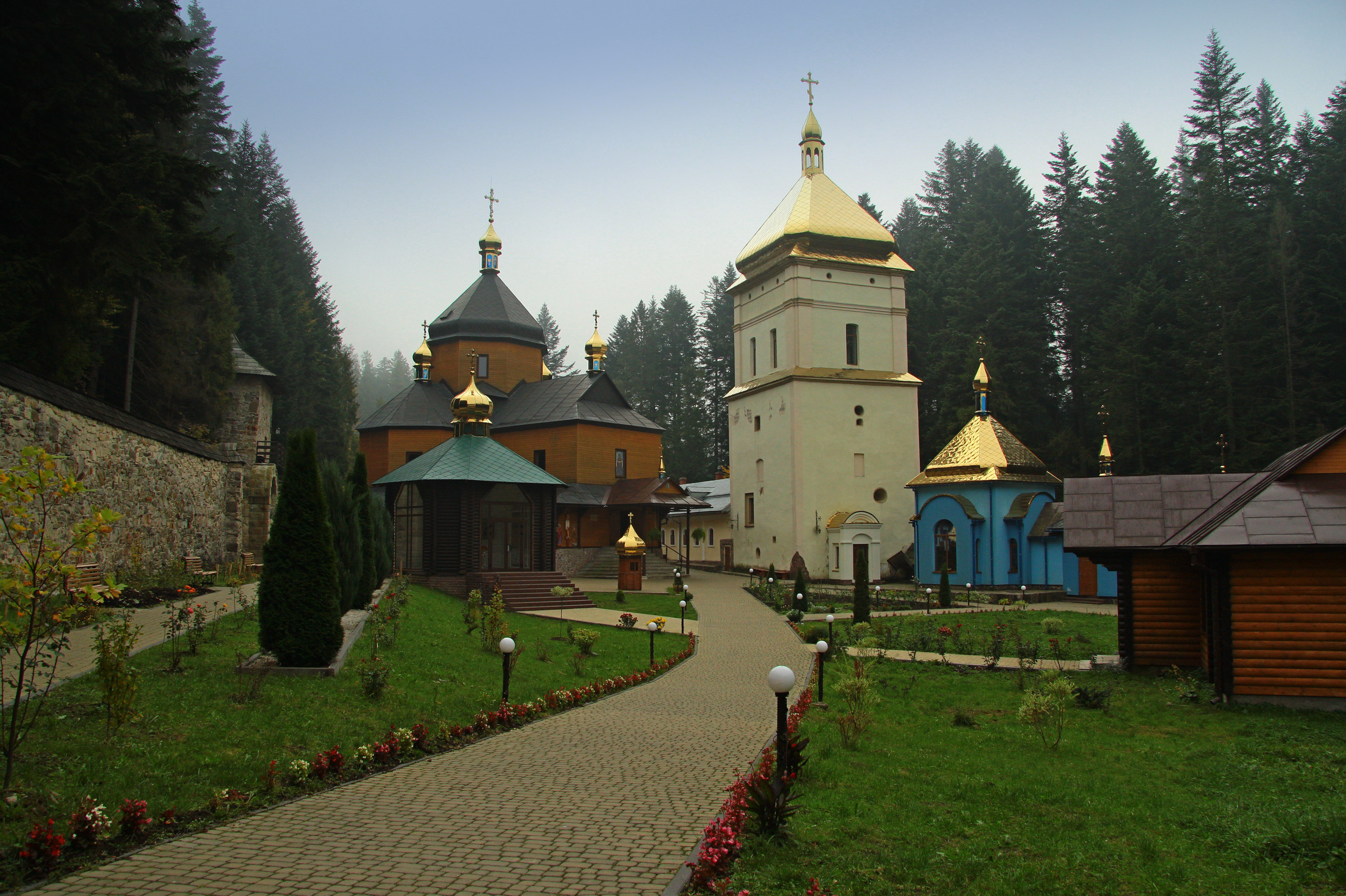
Das Kloster von Manjawa

Die Orthodoxe Kirche der Ukraine besitzt nur wenige Klöster, sie entstand 2018 durch Fusion der 1992 gegründeten Ukrainisch-orthodoxen Kirche Kiewer Patriarchats mit der 1989 gegründeten Ukrainischen Autokephalen Orthodoxen Kirche.
Oblast Iwano-Frankiwsk
- Mariä-Verkündigungs-Kloster in Holyn
- Kreuzerhöhungskloster in Manjawa
- Kloster Christi Verklärung in Uhornyky

Kiew
- St. Michaelskloster (Kiew)
- Wydubitschy-Kloster in Kiew, 1070/77 gegründet

Oblast Winnyzja
- Theodorkloster in Wapnjarka

Oblast Wolyn
- Nikolaikloster in Schydytschyn
- Kloster Christi Geburt in Wolodymyr

## Ukrainisch-Orthodoxe Kirche (2022)
Stand 2021: 215 Klöster
Die meisten Klöster in der Ukraine gehören heute zur Ukrainisch-Orthodoxen Kirche, als Rechtsnachfolgerin der Russisch-Orthodoxen Kirche.
Mönchsklöster
- Kiewer Höhlenkloster
- Verklärungs-Kloster von Mhar
- Mariä-Entschlafens-Kloster in Potschajiw
- Kloster Swjatohirsk

Nonnenklöster
- Dreifaltigkeitskloster Derman
- Frauenkloster Mariä Schutz und Fürbitte (Kiew)

## Ukrainische griechisch-katholische Kirche
Stand 2021: 105 Klöster

### Basilianer
Oblast Charkiw
- Kloster Mariä Schutz und Fürbitte in Pokotyliwka

Oblast Chmelnyzkyj
- Dreifaltigkeitskloster in Kamjanez-Podilskyj

Oblast Iwano-Frankiwsk
- Verklärungskloster in Dsembronja
- Verklärungskloster in Hoschiw
- König-Christus-Kloster in Iwano-Frankiwsk
- Mariä-Entschlafens-Kloster in Pohonja

Kiew
- Kloster Basilios des Großen

Oblast Lwiw
- Nikolaikloster in Krechiw
- Onuphrios-Kloster in Lwiw

Oblast Ternopil

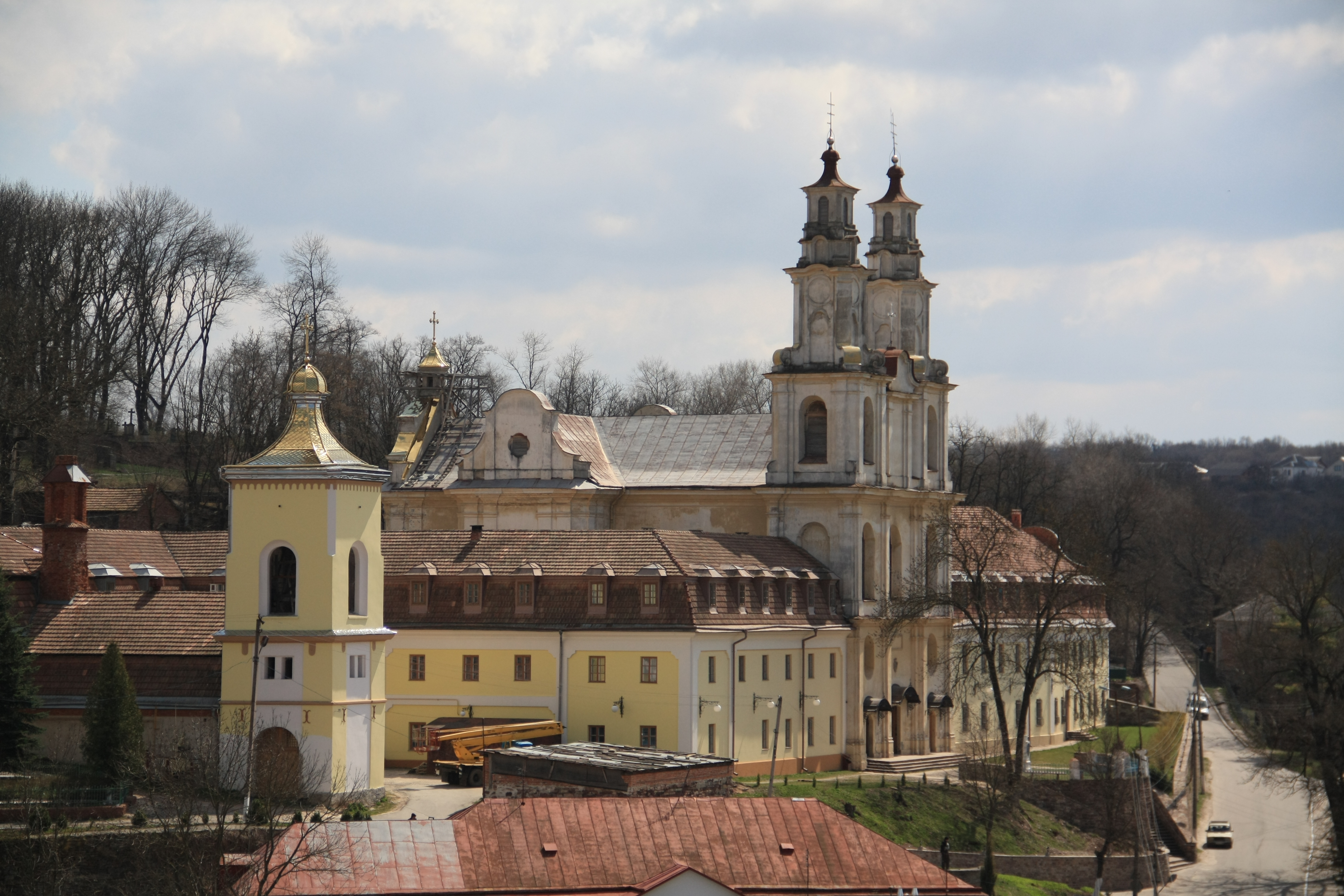
Das Kloster des Mönchsordens der Basilianer, Butschatsch

- Kreuzerhöhungskloster in Butschatsch
- Kloster Geburt Johannes des Täufers in Krasnopuschtscha
- Mariä-Geburts-Kloster in Ternopil
- Verklärungskloster in Tschortkiw
- Mariä-Geburts-Kloster in Ulaschkiwzi

Oblast Winnyzja
- Kloster Geburt Johannes des Täufers in Bar

Oblast Wolyn
- Kloster Basilios des Großen in Luzk
- Josaphat-Kloster in Wolodymyr

### Miles Jesu
- Josaphat-Kloster in Lwiw

### Redemptionisten
- Kliment-Kloster in Lwiw

### Schwestern der Heiligen Familie
- Mariä-Geburts-Kloster in Hoschiw
- Kloster in Lwiw

### Studiten
Oblast Lwiw
- Mariä-Entschlafens-Kloster in Uniw
- Kreuzerhöhungskloster in Pidkamin

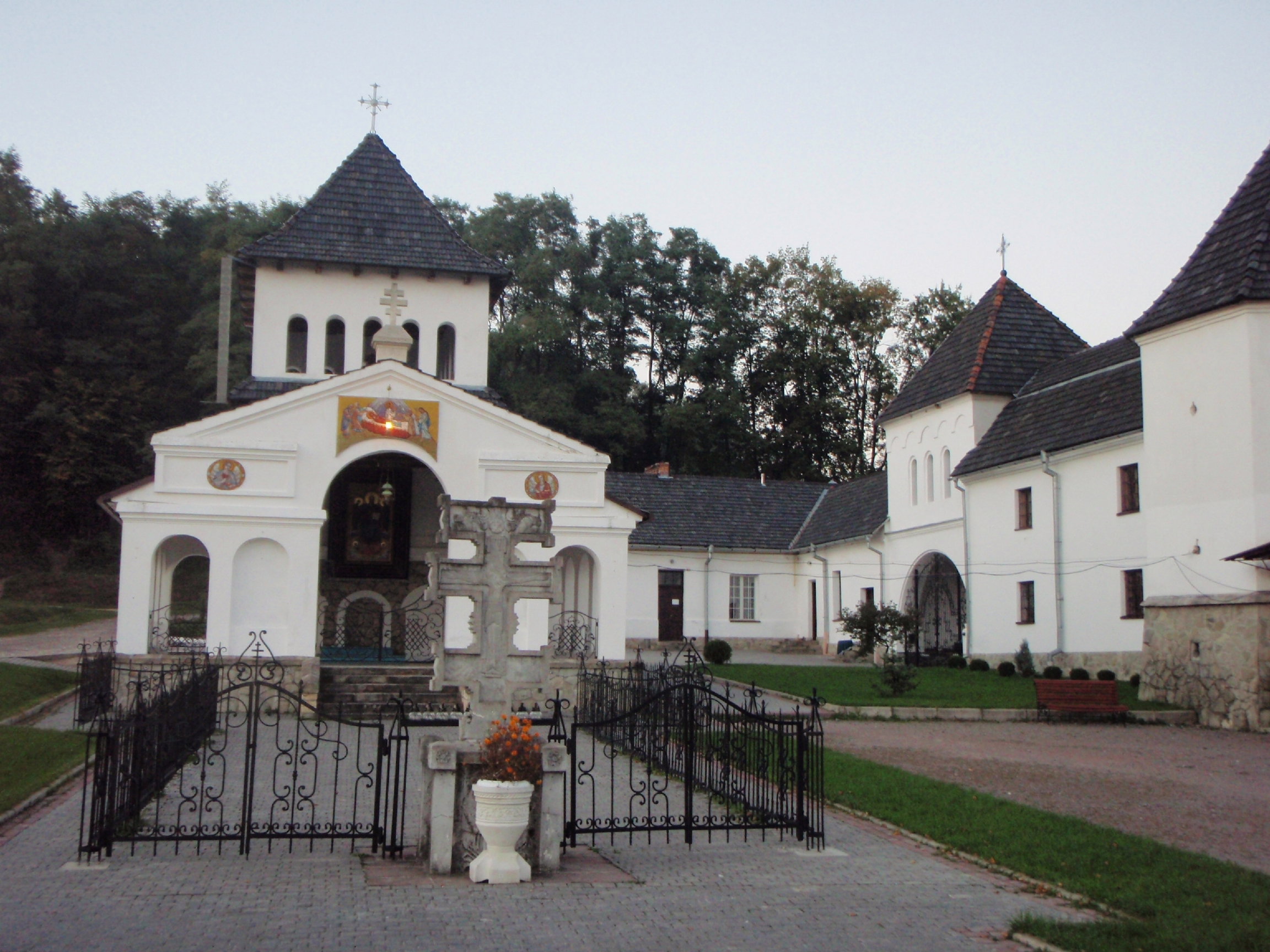
Mariä-Entschlafens-Kloster in Uniw, Innenhof

- Heiliges Verklärungskloster in Horodok
- Kloster des Heiligen Johannes (Apostel) in Rudne
- Lawra des Heiligen Johannes in Lwiw
- St. Michaels Kloster in Lwiw

Oblast Iwano-Frankiwsk
- Kloster des Heiligen Propheten Elija in Jaremtsche
- Einsiedelei des Heiligen Andreas (Apostel) in Luzhky

Oblast Ternopil
- Heiliges Dreifaltigkeitskloster in Sarwanyzja[2]

Oblast Kiew
- Kloster des Heiligen Antonius von Kiew in Obuchiw

## Römisch-katholische Kirche
Stand 2021: 112 Klöster
- Dominikanerkloster in Tschortkiw (Mann)
- Kloster in Jaslowez (Frauen)

## Ruthenische griechisch-katholische Kirche
Stand 2021: 20 Klöster
Basilianer
- Mariä-Verkündigungs-Kloster in Boronjawa
- Michaelskloster in Imstytschowo
- Nikolaikloster in Malyj Beresnyj
- Nikolaikloster in Mukatschewo

Ohne Orden
- Marienkloster in Dschublik

## Sonstige
- Sophienkloster in Burschtyn

## Ehemalige Klöster

### Orthodoxe Klöster
- Brüderkloster in Kiew
- Kloster Meschyhirja

### Griechisch-katholische Klöster
- Kreuzerhöhungskloster in Dubno

### Römisch-katholische Klöster
Luzk
- Dominikanerkloster
- Jesuitenkloster

Lwiw
- Bernhardinerkloster
- Brigittenkloster
- Dominikanerkloster
- Franziskanerkloster
- Kapuzinerkloster
- Karmelitenkloster
- Jesuitenkloster